# Cantonul Podrinje Bosniac
Cantonul Podrinje Bosniac este una dintre cele 10  unități administrativ-teritoriale de gradul I  ale statului  Bosnia și Herțegovina (Federația Bosniei și Herțegovinei). Are o populație de 29.572 locuitori. Reședința sa este orașul Goražde.